# Microchelifer granulatus
Microchelifer granulatus es una especie de arácnido del orden Pseudoscorpionida de la familia Cheliferidae.

## Distribución geográfica
Se encuentra en Kenia   y en la República Democrática del Congo.